# Division I i bandy 1974/1975
Division I i bandy 1974/1975 var Sveriges högsta division i bandy för herrar säsongen 1974/1975.  Norrgruppsvinnaren Ljusdals BK lyckades vinna svenska mästerskapet efter seger med 8–4 mot fyran i södra gruppen Villa BK i finalmatchen på Söderstadion i Stockholm den 16 mars 1975.

## Upplägg
Lag 1–4 i respektive grupp av de två geografiskt indelade 10-lagsgrupperna gick till slutspel, och lag 9–10 i respektive grupp flyttades ned till Division II.

## Förlopp
Skytteligan vanns av Sten-Olof Sandström, Villa BK med 27 fullträffar..

## Seriespelet

### Division I norra
Spelades 1 december 1974-23 februari 1975.
| Nr | Lag            | S  | V  | O | F  | +/-     | P  |
| -- | -------------- | -- | -- | - | -- | ------- | -- |
| 1  | Ljusdals BK    | 18 | 13 | 1 | 4  | 82 - 59 | 27 |
| 2  | Falu BS        | 18 | 10 | 4 | 4  | 66 - 41 | 24 |
| 3  | Brobergs IF    | 18 | 10 | 3 | 5  | 68 - 57 | 23 |
| 4  | Sandvikens AIK | 18 | 10 | 2 | 6  | 59 - 41 | 22 |
| 5  | Bollnäs GIF    | 18 | 9  | 2 | 7  | 57 - 47 | 20 |
| 6  | Edsbyns IF     | 18 | 8  | 3 | 7  | 63 - 56 | 19 |
| 7  | Selångers SK   | 18 | 7  | 3 | 8  | 54 - 53 | 17 |
| 8  | IK Sirius      | 18 | 5  | 3 | 10 | 47 - 69 | 13 |
| 9  | Västanfors IF  | 18 | 5  | 3 | 10 | 39 - 62 | 13 |
| 10 | Filipstads IF  | 18 | 0  | 2 | 16 | 25 - 75 | 2  |

### Division I södra
Spelades 1 december 1974-23 februari 1975.
| Nr | Lag             | S  | V  | O | F  | +/-     | P  |
| -- | --------------- | -- | -- | - | -- | ------- | -- |
| 1  | Katrineholms SK | 18 | 12 | 4 | 2  | 85 - 40 | 28 |
| 2  | IFK Kungälv     | 18 | 10 | 2 | 6  | 58 - 43 | 22 |
| 3  | Örebro SK       | 18 | 10 | 2 | 6  | 57 - 48 | 22 |
| 4  | Villa BK        | 18 | 9  | 3 | 6  | 56 - 49 | 21 |
| 5  | Surte SK        | 18 | 8  | 4 | 6  | 64 - 65 | 20 |
| 6  | Värmbols GoIF   | 18 | 8  | 4 | 6  | 47 - 49 | 20 |
| 7  | Västerås SK     | 18 | 6  | 4 | 8  | 52 - 57 | 16 |
| 8  | Lesjöfors IF    | 18 | 6  | 4 | 8  | 56 - 64 | 16 |
| 9  | Tranås BoIS     | 18 | 3  | 2 | 13 | 41 - 67 | 8  |
| 10 | Nässjö IF       | 18 | 2  | 3 | 13 | 29 - 63 | 7  |

## Seriematcherna

### Norrgruppen
| - 1 december 1974 Edsbyns IF-IK Sirius 5-1 - 1 december 1974 Falu BS-Brobergs IF 4-4 - 1 december 1974 Filipstads IF-Bollnäs GIF 2-3 - 1 december 1974 Ljusdals BK-Västanfors IF 4-2 - 1 december 1974 Sandvikens AIK-Selångers SK 3-1 - 6 december 1974 Bollnäs-Falun 2-3 - 7 december 1974 Selånger-Edsbyn 5-3 - 8 december 1974 Broberg-Ljusdal 4-3 - 8 december 1974 Sirius-Filipstad 3-3 - 8 december 1974 Västanfors-Sandviken 3-3 - 15 december 1974 Edsbyn-Västanfors 6-1 - 15 december 1974 Falun-Filipstad 1-0 - 15 december 1974 Ljusdal-Bollnäs 4-1 - 15 december 1974 Sandviken-Broberg 3-4 - 15 december 1974 Selånger-Sirius 2-0 - 20 december 1974 Broberg-Edsbyn 5-2 - 22 december 1974 Bollnäs-Sandviken 5-2 - 22 december 1974 Filipstad-Ljusdal 2-5 - 22 december 1974 Sirius-Falun 2-1 - 22 december 1974 Västanfors-Selånger 2-0 - 26 december 1974 Edsbyn-Bollnäs 3-3 - 26 december 1974 Ljusdal-Falun 4-3 - 26 december 1974 Sandviken-Sirius 3-0 - 26 december 1974 Selånger-Broberg 4-4 - 26 december 1974 Västanfors-Filipstad 2-1 - 28 december 1974 Bollnäs-Selånger 5-4 - 29 december 1974 Broberg-Västanfors 3-2 - 29 december 1974 Falun-Sandviken 4-0 - 29 december 1974 Filipstad-Edsbyn 2-3 - 29 december 1974 Sirius-Ljusdal 2-5 - 4 januari 1975 Selånger-Filipstad 5-1 - 5 januari 1975 Broberg-Sirius 4-4 - 5 januari 1975 Edsbyn-Falun 4-2 - 5 januari 1975 Sandviken-Ljusdal 0-5 - 5 januari 1975 Västanfors-Bollnäs 2-5 - 6 januari 1975 Bollnäs-Broberg 1-4 - 6 januari 1975 Falun-Selånger 1-1 - 6 januari 1975 Filipstad-Sandviken 0-6 - 6 januari 1975 Ljusdal-Edsbyn 11-6 - 6 januari 1975 Sirius-Västanfors 7-3 - 12 januari 1975 Edsbyn-Filipstad 5-1 - 12 januari 1975 Ljusdal-Sirius 5-4 - 12 januari 1975 Sandviken-Falun 1-1 - 12 januari 1975 Selånger-Bollnäs 0-5 - 12 januari 1975 Västanfors-Broberg 4-2 | - 15 januari 1975 Broberg-Selånger 4-3 - 15 januari 1975 Falun-Ljusdal 6-5 - 15 januari 1975 Sirius-Sandviken 1-3 - 16 januari 1975 Filipstad-Västanfors 1-3 - 18 januari 1975 Bollnäs-Edsbyn 4-2 - 18 januari 1975 Selånger-Västanfors 4-0 - 19 januari 1975 Edsbyn-Broberg 1-2 - 19 januari 1975 Falun-Sirius 6-2 - 19 januari 1975 Ljusdal-Filipstad 6-2 - 19 januari 1975 Sandviken-Bollnäs 4-1 - 20 januari 1975 Broberg-Filipstad 2-1 - 21 januari 1975 Bollnäs-Sirius 5-0 - 21 januari 1975 Sandviken-Edsbyn 7-3 - 21 januari 1975 Selånger-Ljusdal 2-3 - 21 januari 1975 Västanfors-Falun 0-3 - 5 februari 1975 Edsbyn-Sandviken 3-0 - 5 februari 1975 Falun-Västanfors 8-3 - 5 februari 1975 Filipstad-Broberg 1-4 - 5 februari 1975 Ljusdal-Selånger 8-5 - 5 februari 1975 Sirius-Bollnäs 3-1 - 7 februari 1975 Bollnäs-Ljusdal 2-5 - 9 februari 1975 Broberg-Sandviken 3-5 - 9 februari 1975 Filipstad-Falun 2-9 - 9 februari 1975 Sirius-Selånger 5-2 - 9 februari 1975 Västanfors-Edsbyn 2-4 - 11 februari 1975 Selånger-Falun 5-3 - 12 februari 1975 Broberg-Bollnäs 1-5 - 12 februari 1975 Edsbyn-Ljusdal 6-1 - 12 februari 1975 Sandviken-Filipstad 6-2 - 12 februari 1975 Västanfors-Sirius 5-3 - 16 februari 1975 Bollnäs-Västanfors 3-3 - 16 februari 1975 Falun-Edsbyn 2-2 - 16 februari 1975 Filipstad-Selånger 0-3 - 16 februari 1975 Ljusdal-Sandviken 0-7 - 16 februari 1975 Sirius-Broberg 3-11 - 19 februari 1975 Edsbyn-Selånger 3-3 - 19 februari 1975 Falun-Bollnäs 4-0 - 19 februari 1975 Filipstad-Sirius 3-3 - 19 februari 1975 Ljusdal-Broberg 6-3 - 19 februari 1975 Sandviken-Västanfors 3-0 - 23 februari 1975 Bollnäs-Filipstad 6-1 - 23 februari 1975 Broberg-Falun 4-5 - 23 februari 1975 Selånger-Sandviken 5-3 - 23 februari 1975 Sirius-Edsbyn 4-2 - 23 februari 1975 Västanfors-Ljusdal 2-2 |

### Södergruppen
| - 1 december 1974 Nässjö IF-Katrineholms SK 2-3 - 1 december 1974 Surte SK-Örebro SK 5-4 - 1 december 1974 Villa BK-IFK Kungälv 0-2 - 1 december 1974 Värmbols GoIF-Lesjöfors IF 4-4 - 1 december 1974 Västerås SK-Tranås BoIS 5-3 - 8 december 1974 Katrineholm-Västerås 2-2 - 8 december 1974 Kungälv-Surte 4-5 - 8 december 1974 Lesjöfors-Nässjö 3-3 - 8 december 1974 Tranås-Villa 5-4 - 8 december 1974 Örebro-Värmbol 0-1 - 15 december 1974 Lesjöfors-Katrineholm 2-4 - 15 december 1974 Nässjö-Örebro 4-6 - 15 december 1974 Surte-Tranås 3-3 - 15 december 1974 Villa-Västerås 5-3 - 15 december 1974 Värmbol-Kungälv 3-2 - 22 december 1974 Katrineholm-Villa 7-0 - 22 december 1974 Kungälv-Nässjö 5-1 - 22 december 1974 Tranås-Värmbol 2-4 - 22 december 1974 Västerås-Surte 5-1 - 22 december 1974 Örebro-Lesjöfors 6-2 - 26 december 1974 Lesjöfors-Kungälv 0-2 - 26 december 1974 Nässjö-Tranås 1-0 - 26 december 1974 Surte-Villa 2-4 - 26 december 1974 Värmbol-Katrineholm 0-1 - 26 december 1974 Örebro-Västerås 3-5 - 29 december 1974 Katrineholm-Surte 5-5 - 29 december 1974 Kungälv-Örebro 5-0 - 29 december 1974 Tranås-Lesjöfors 3-2 - 29 december 1974 Villa-Värmbol 4-0 - 29 december 1974 Västerås-Nässjö 4-3 - 5 januari 1975 Kungälv-Katrineholm 2-5 - 5 januari 1975 Lesjöfors-Västerås 3-2 - 5 januari 1975 Nässjö-Villa 1-3 - 5 januari 1975 Värmbol-Surte 4-3 - 5 januari 1975 Örebro-Tranås 5-1 - 6 januari 1975 Katrineholm-Örebro 0-2 - 6 januari 1975 Surte-Nässjö 3-1 - 6 januari 1975 Tranås-Kungälv 2-0 - 6 januari 1975 Villa-Lesjöfors 5-1 - 6 januari 1975 Västerås-Värmbol 3-1 - 12 januari 1975 Lesjöfors-Tranås 6-2 - 12 januari 1975 Nässjö-Västerås 2-2 - 12 januari 1975 Surte-Katrineholm 4-4 - 12 januari 1975 Värmbol-Villa 1-1 - 12 januari 1975 Örebro-Kungälv 5-2 | - 15 januari 1975 Katrineholm-Värmbol 6-0 - 15 januari 1975 Kungälv-Lesjöfors 4-4 - 15 januari 1975 Tranås-Nässjö 1-2 - 15 januari 1975 Villa-Surte 5-4 - 15 januari 1975 Västerås-Örebro 1-4 - 19 januari 1975 Lesjöfors-Örebro 1-1 - 19 januari 1975 Nässjö-Kungälv 0-4 - 19 januari 1975 Surte-Västerås 1-1 - 19 januari 1975 Villa-Katrineholm 4-4 - 19 januari 1975 Värmbol-Tranås 3-3 - 20 januari 1975 Kungälv-Västerås 3-3 - 21 januari 1975 Tranås-Katrineholm 2-7 - 21 januari 1975 Värmbol-Nässjö 5-0 - 21 januari 1975 Örebro-Villa 4-4 - 24 januari 1975 Lesjöfors-Surte 3-5 - 5 februari 1975 Katrineholm-Tranås 4-3 - 5 februari 1975 Nässjö-Värmbol 2-2 - 5 februari 1975 Surte-Lesjöfors 5-2 - 5 februari 1975 Villa-Örebro 2-4 - 5 februari 1975 Västerås-Kungälv 2-4 - 9 februari 1975 Katrineholm-Lesjöfors 9-3 - 9 februari 1975 Kungälv-Värmbol 3-1 - 9 februari 1975 Tranås-Surte 3-6 - 9 februari 1975 Västerås-Villa 2-4 - 9 februari 1975 Örebro-Nässjö 1-0 - 12 februari 1975 Kungälv-Tranås 4-2 - 12 februari 1975 Lesjöfors-Villa 4-2 - 12 februari 1975 Nässjö-Surte 2-3 - 12 februari 1975 Örebro-Katrineholm 5-4 - 13 februari 1975 Värmbol-Västerås 6-4 - 16 februari 1975 Katrineholm-Kungälv 7-1 - 16 februari 1975 Surte-Värmbol 3-5 - 16 februari 1975 Tranås-Örebro 2-3 - 16 februari 1975 Villa-Nässjö 5-0 - 16 februari 1975 Västerås-Lesjöfors 3-4 - 19 februari 1975 Nässjö-Lesjöfors 2-5 - 19 februari 1975 Surte-Kungälv 2-7 - 19 februari 1975 Villa-Tranås 3-1 - 19 februari 1975 Västerås-Katrineholm 0-5 - 20 februari 1975 Värmbol-Örebro 5-1 - 23 februari 1975 Katrineholm-Nässjö 8-3 - 23 februari 1975 Kungälv-Villa 4-1 - 23 februari 1975 Lesjöfors-Värmbol 7-2 - 23 februari 1975 Tranås-Västerås 3-5 - 23 februari 1975 Örebro-Surte 3-4 |

## Slutspel om svenska mästerskapet 1975

### Kvartsfinaler (bäst av tre matcher)
- 27 februari 1975: Ljusdals BK-Örebro SK 6-3
- 27 februari 1975: IFK Kungälv-Falu BS 5-1
- 27 februari 1975: Katrineholms SK-Sandvikens AIK 2-3
- 27 februari 1975: Brobergs IF-Villa BK 2-3

- 2 mars 1975: Örebro SK-Ljusdals BK 3-3 *
- 2 mars 1975: Falu BS-IFK Kungälv 8-2
- 2 mars 1975: Sandvikens AIK-Katrineholms SK 6-1
- 2 mars 1975: Villa BK-Brobergs IF 2-1

- 4 mars 1975: Falu BS-IFK Kungälv 4-6 (Örebro)

- Vid denna tid tillämpades inte förlängning. Enligt samtida regler räckte en oavgjord match och en vinst för att gå vidare.

### Semifinaler (bäst av tre matcher)
- 7 mars 1975: IFK Kungälv-Ljusdals BK 4-6
- 7 mars 1975: *Sandvikens AIK-Villa BK 5-2

- 9 mars 1975: Ljusdals BK-IFK Kungälv 2-2 *
- 9 mars 1975: Villa BK-Sandvikens AIK 6-4

- 10 mars 1975: Sandvikens AIK-Villa BK 3-4 (Katrineholm)

- Vid denna tid tillämpades inte förlängning. Enligt samtida regler räckte en oavgjord match och en vinst för att gå vidare.

### Final
- 16 mars 1975: Ljusdals BK-Villa BK 8-4 (Söderstadion, Stockholm)

## Svenska mästarna
Mall:Ljusdals BK 1974/1975